# Bisbat d'Oea
El bisbat d'Oea (llatí: Dioecesis Oëensis) és una seu suprimida i seu titular de l'Església catòlica.

## Història
La diòcesi va ser una seu episcopal de l'Església Catòlica en el que avui és l'oest de Líbia, essent Oea una ciutat important de l'Àfrica Proconsular. Va ser, amb Sabratha i Leptis Magna, una de les tres que formaven el districte Tripolitana.
La diòcesi també s'esmenta a la Notitia Episcopatuum de l'emperador romà d'Orient Lleó VI el Filòsof (886-912).

## Cronologia episcopal
- Natal † (esmentat el 256)
- Marinian † (esmentat el 411) (bisbe donatista)
- Sant Cresconius † (abans 467 - després 484)

## Cronologia de bisbes titulars
- Bernardo Maria Beamonte, O.C.D. † (1728 - 1733)
- Francesco di Ottaiano, O.F.M. † (1735 - ?)
- Alessandro Grossi † (1876 - 1889)[2]
- Luigi Giuseppe Lasagna, S.D.B. † (1893 - 1895)
- Jean-Baptiste Grosgeorge, M.E.P. † (1896 - 1902)
- Francesco Bacchini † (1905 - 1908)
- Vittore Maria Corvaia, O.S.B. † (1908 - 1913)
- Salvatore Ballo Guercio † (1920 - 1933, anomenat bisbe de Mazara del Vallo)
- Camille Verfaillie, S.C.I. † (1934 - 1980)
- Michel Coloni † (11 maig 1982 - 30 gener 1989, anomenat arquebisbe de Dijon)
- Michel Dubost, C.I.M. (9 agost 1989 - 7 març 1998)
- David Kamau Ng'ang'a, des del 22 desembre 1999